# Lliga espanyola d'hoquei sobre patins masculina 2000-2001
La trenta-dosena edició de la Lliga espanyola d'hoquei patins masculina, denominada en el seu moment Divisió d'honor, s'inicia l'17 de setembre de 2000 i finalitza el 8 de juny de 2001. El FC Barcelona fou campió per la catorzena vegada.

## Participants
| - Factory Alcobendas - FC Barcelona - Viva Habitat Blanes - CP Cibeles Deasa - CP Flix Ascó - Cibertel GEiEG - Caprabo Igualada - Liceo Airtel | - Plus Fresc Lleida - SHUM Maçanet - Noia Freixenet - Reus Deportiu - CP Tordera - Vic - Caixa Penedes Vilafranca - Motul Voltregà |

## Llegenda
| Pts = Punts totals PJ = Partits jugats PG = Partits guanyats PE = Partits empatats PP = Partits perduts GF = Gols a favor |  | GC = Gols en contra DG = Diferència de gols (GF-GC) Ressaltat en verd = Equip classificat per als play-off. Ressaltat en vermell = Equip descendent de categoria. (p) = Gol de penalti (pro.) = Gol en pròrroga |  |  |

## Fase Regular

### Classificació
| Pos | Equip                    | Pts | PJ | PG | PE | PP | GF  | GC  | DG   |
| --- | ------------------------ | --- | -- | -- | -- | -- | --- | --- | ---- |
| 1   | FC Barcelona             | 54  | 30 | 26 | 2  | 2  | 165 | 62  | +103 |
| 2   | Caprabo Igualada         | 40  | 30 | 20 | 5  | 5  | 136 | 87  | +49  |
| 3   | Noia Freixenet           | 39  | 30 | 17 | 5  | 8  | 128 | 87  | +41  |
| 4   | Reus Deportiu            | 39  | 30 | 17 | 5  | 8  | 125 | 84  | +41  |
| 5   | Liceo Airtel             | 38  | 30 | 15 | 8  | 7  | 119 | 90  | +29  |
| 6   | Vic                      | 38  | 30 | 16 | 6  | 8  | 118 | 94  | +24  |
| 7   | Motul Voltregà           | 37  | 30 | 16 | 5  | 9  | 87  | 56  | +31  |
| 8   | Viva Habitat Blanes      | 36  | 30 | 14 | 8  | 8  | 99  | 92  | +7   |
| 9   | Factory Alcobendas       | 30  | 30 | 12 | 6  | 12 | 112 | 124 | -12  |
| 10  | Plus Fresc Lleida        | 26  | 30 | 10 | 6  | 14 | 99  | 105 | -6   |
| 11  | SHUM Maçanet             | 23  | 30 | 8  | 7  | 15 | 73  | 83  | -10  |
| 12  | CP Tordera               | 22  | 30 | 8  | 6  | 16 | 76  | 116 | -40  |
| 13  | Caixa Penedes Vilafranca | 20  | 30 | 7  | 6  | 17 | 101 | 124 | -23  |
| 14  | CP Flix Ascó             | 20  | 30 | 7  | 6  | 17 | 82  | 130 | -48  |
| 15  | Cibeles Deasa            | 14  | 30 | 4  | 6  | 20 | 70  | 132 | -62  |
| 16  | Cibertel GEiEG           | 4   | 30 | 1  | 2  | 27 | 83  | 207 | -124 |

## Play-offs
{{Quarts de final
```
||
FC Barcelona
 |3|
Viva Habitat Blanes
 |1
```

||Reus Deportiu |3|Liceo Airtel |2
||Caprabo Igualada |1|Motul Voltregà |3
||Noia Freixenet |2|Vic |3

||FC Barcelona |3|Reus Deportiu |2
||Vic |3|Motul Voltregà |2

||FC Barcelona |3|Vic |0}}